# Невјера
Невјера је југословенски филм, снимљен 1953. године у режији Владимира Погачића на основу драме Еквиноцијо Ива Војновића.

## Радња
Иво живи у уверењу да му је мајка Јела удовица, и не слути да је он ванбрачни син, а да је Нико, његов отац, напустио Јелу и отишао у Америку да се обогати. Када се Нико након дугог времена вратио у домовину, њему се допадне млада Ане, девојка у коју је Иво заљубљен. Јела заклиње Нику да се венчају и тако осигурају Иви будућност. Иво, због Ане жели убити Ника, али га Јела у томе предухитри.

## Улоге
| Глумац             | Улога              |
| ------------------ | ------------------ |
| Марија Црнобори    | Јела               |
| Миливоје Живановић | Нико Маринић       |
| Северин Бијелић    | Иво Лединић        |
| Виктор Старчић     | Госпар Фране Држић |
| Милена Дапчевић    | Ане ди Грациа      |
| Карло Булић        | Капетан брода      |
| Рахела Ферари      | Маре               |
| Милан Ајваз        | морнар             |
| Миша Мирковић      |                    |
| Зоран Ристановић   |                    |
| Милутин Татић      |                    |
| Јанез Врховец      |                    |
| Павле Вуисић       | морнар             |
| Невенка Микулић    |                    |

Комплетна филмска екипа  ▼
| Редитељ                   | Владимир Погачић     |                                          |
| Сценариста                | Момчило Илић         | (писац)                                  |
| Сценариста                | Иво Војновић         | (новела)                                 |
| Композитор                | Крешимир Барановић   |                                          |
| Директор фотографије      | Јован Јовановић      |                                          |
| Директор фотографије      | Никола Мајдак        |                                          |
| Монтажер                  | Милада Рајшић — Леви |                                          |
| Сценограф                 | Никола Радановић     |                                          |
| Уметнички директор        | Радослав Костић      |                                          |
| Костимограф               | Славко Јамбрезић     |                                          |
| Костимограф               | Десанка Погачић      | (као Деја Радовановић)                   |
| Одсек за шминку           | Зорица Рандић        | шминкерка (као Зорица Јаковљевић)        |
| Менаџер продукције        | Душан Петровић       | директор филма                           |
| Помоћник режије           | Десанка Погачић      | помоћник редитеља (као Деја Радовановић) |
| Помоћник режије           | Вицко Распор         | помоћник редитеља                        |
| Помоћник режије           | Србољуб Станковић    | помоћник редитеља                        |
| Одсек за звук             | Божидар Вукадиновић  | тон мајстор                              |
| Одсек за камеру и расвету | Владета Ђорђевић     | пратилац камере                          |
| Одсек за камеру и расвету | Љубомир Веселиновић  | техничар за осветљење                    |
| Одсек за костим           | Марија Пешић         | гардеробер                               |
| Одсек за монтажу          | Лепосава Алексић     | асистент монтажера                       |
| Музички одсек             | Оскар Данон          | диригент                                 |
| Остала екипа              | Нада Марковић        | секретар режије                          |

## Награде
Поводом десете годишњице кинематографије социјалистичке Југославије, филм "Невјера" је награђен од стране Удружења филмских произвођача Југославије за најбољи филм произведен у раздобљу од 1. јануара 1953. до 12. марта 1955. те за режију и женску улогу.